# Municipio de Tenancingo (Estado de México)
El municipio de Tenancingo es un municipio mexicano perteneciente al Estado de México y ubicado al sur de la entidad. Su cabecera municipal y principal localidad es Tenancingo de Degollado. Tenancingo procede del náhuatl donde el término tenām(itl) significa 'cercado de una ciudad', que al perder el afijo /-itl/, tomando a su vez el sufijo diminutivo -tzin y mutando la -m en n por asimilación fonética, para formar el término Tenāntzintli 'pequeña muralla'. Este nombre junto con la postposición -co ', interpretando así la palabra 'Lugar de la pequeña fortaleza, en las murallas pequeñas'. En español, la palabra Tenāntzinco se adapta como Tenancingo.
Tenancingo colinda con otros lugares, entre los cuales en la parte norte se encuentran los municipios de Tenango del Valle y Joquicingo, al sur Zumpahuacan, al este con Malinalco y finalmente en la zona oeste colinda con Villa Guerrero.
Tenancingo es un municipio sureño del Estado de México, cuya ubicación geográfica es privilegiada, sirve de punto de cruce a pobladores de varios municipios y pueblos de la entidad, también conecta por tierra a la capital del país con otros estados de la geografía nacional, como los estados de Morelos y Guerrero.
Así mismo, tiene como vecinos a los municipios de Zumpahuacan, Malinalco, Villa Guerrero, Joquicingo y Tenango del Valle, y sólo está a una distancia de 43 kilómetros de Metepec y a 48 kilómetros de Toluca, capital del Estado de México.
Tenancingo está a una distancia en automóvil de 50 minutos de Toluca y a 2 horas de Ciudad de México.
Su ubicación sobre el nivel del mar oscila entre 2400 y 2600 metros.                                                           Actualmente, Tenancingo cuenta más de 100 mil habitantes, distribuidos en su principal ciudad y cabecera municipal Tenancingo de Degollado además de en barrios, pueblos y comunidades; cuenta con impresionantes zonas naturales, sitios históricos y recreativos, desde un sitio arqueológico importante, templos novohispanos, decimonónicos o contemporáneos, monumentos religiosos y cívicos, mercados de flores y víveres; así como dos tianguis a la semana que se extienden sobre algunas de sus calles principales. Sin olvidar sus múltiples instituciones educativas que ofertan diferentes niveles de estudio.
El municipio tiene más de 30 primarias, 25 secundarias, 15 preparatorias y 3 universidades públicas y privadas, a ellas acuden estudiantes locales y de municipios aledaños por su alto nivel educativo.                                                       Como todo lugar, manifiesta una serie de tradiciones y costumbres mostradas a lo largo del año: conjuntamente tiene una gastronomía exquisita en la que el obispo es su mayor exponente; los licores, sus bebidas espirituosas; sus flores, su colorido; el rebozo, su elemento cultural distintivo. Lo descrito, junto con las ferias de cada barrio o de las comunidades, son elementos poderosos de atracción turística, aunada a su vasta historia.

## Toponimia
El origen de la palabra Tenantzinco (te-nan-tzin-co) proviene del náhuatl, su origen es el siguiente.
El término tenamitl pierde el afijo itl y cambia la grafía m por n, toma el sufijo tzintli para formar el término Tenantzintli, que significa "Pequeñas Murallitas".
A esta nueva palabra se le modifica el afijo tli por co que significa "lugar"; interpretando así la palabra tenan-tzin-co que quiere decir "Lugar de la pequeña fortaleza, o Lugar de la pequeña muralla".
Para perfeccionar este nombre, se cambian las grafía tz por c, posteriormente, por influencia de la lengua castellana se determinó sustituirle el afijo primario de la grafía c por g, quedando reestructurado el vocablo como Tenancingo.

## Geografía
- Extensión territorial: 258,74 kilómetros cuadrados
- Población: 104, 677 habitantes, de los cuales 51, 227 son hombres y 53, 450 son mujeres, según INEGI en 2020.[6]
- Clima: Templado con lluvias en verano
- Temperatura: máxima de 20 °C y mínima de 7 °C, promedio anual de 13.8 °C.
- Precipitación anual: 935,6 milímetros
- Flora: bosque mixto y de coníferas; aile, cedro, oyamel, encino, eucalipto, pirul, fresno, madroño, ocote, pino, roble y sauce llorón.
- Fauna: ardilla, cacomixtle, topo, conejo de campo, coyote, hurón, y zorra, ganado.

## Gastronomía Típica
- Obispo

La Feria del Obispo, se celebra anualmente del 2 al 4 de agosto. Recibe la visita de miles personas del municipio y de otros aledaños como Toluca.
El “Obispo” platillo típico de Tenancingo, es un embutido a base de carne de cerdo; lo hay en dos clases, el normal y el especial, este último, se elabora adicionado con diversas y finas semillas, tales como pasas, piñones, almendras, entre otros, pero el sabor y el gusto indiscutible lo dan los llamados “sesos” de cerdo.
Es así que desde el año 2004, a instancias del ayuntamiento en curso dieron inició con mucho éxito a la feria del obispo con el fin de difundir el turismo en sus diversas ramas, pero principalmente, en la rica gama gastronómica que esta ciudad ofrece.
- Pan de Teco (Tecomatlán)

La Feria de Pan de Teco, se celebra cada 8 de marzo desde el año 2019
San Miguel Tecomatlán es una comunidad del Municipio de Tenancingo, se destaca por la elaboración de su tan conocido pan artesanal que es sumamente exquisito, y único en la región.
Este producto es totalmente nativo del poblado y hay gran variedad de pan de distintas formas, aunque la forma circular es la típica, olores y sabores, así mismo los ingredientes con los que se elabora este producto son muy variados, pero la base para elaborar esa misma que la de cualquier otro pan, así como el proceso de cocción. Este pan es el producto de la combinación de harina, agua y levadura, amasado y horneado.
Actualmente el pan de Tecomatlán puede encontrarse en diversos mercados de diferentes localidades y municipios.
“Así, panes “de fiesta”, naturales, de chocolate, de crema, de queso; al igual que “gorditas de nata”, “cocoles” y “cerditos de piloncillo”, son algunos de los productos que en Tecomatlán se elaboran y se distribuyen en los mercados aledaños.

## Rebozo (Artesanía Típica)
Tenancingo es la cuna del rebozo.
El municipio de Tenancingo es reconocido a nivel internacional por la elaboración de esta artesanía.
La fabricación de los rebozos en Tenancingo data de la época virreinal y en muchos casos ha pasado de generación en generación, por lo que hay familias que literalmente llevan siglos dedicándose a este arte. En la actualidad hay muchos talleres caseros, en muchos casos son pequeños y familiares.

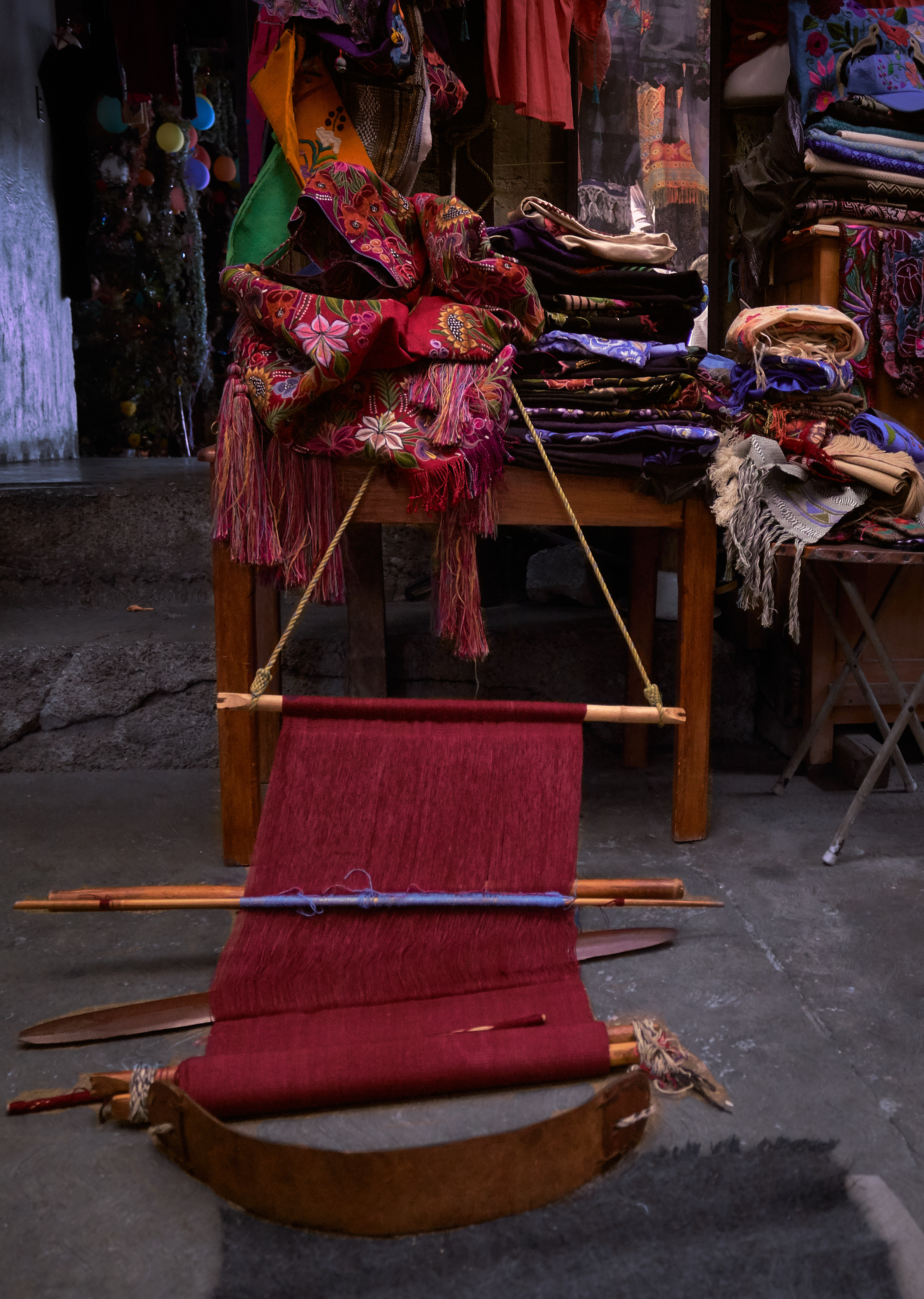
Técnica de elaboración de los rebozos

Desde hace ya varios años, la producción de rebozos es una de las actividades más importantes de la localidad de Tenancingo y actualmente es el segundo productor de rebozos de bolita, exportando estas prendas a muchos lugares de la República, Estados Unidos, España y Francia.
Anteriormente los rebozos se hacían en telares de otate o de cintura, aunque poco a poco esta técnica va desapareciendo y estos telares tradicionales están casi en desuso. Los telares de pedales son lo que predominan en esta región. Para los telares de pedales se usan solamente fibras de algodón.
La creación de un rebozo en Tenancingo involucra un proceso de 14 pasos meticulosos, distribuidos entre cinco personas especializadas. Los hombres se encargan de la preparación de la urdimbre, el amarre y teñido de diversos diseños utilizando la técnica de jaspe o ikat, así como el tejido en el telar. Por otro lado, las mujeres realizan el anudado de las puntas o rapacejo, utilizando diversos diseños y técnicas.

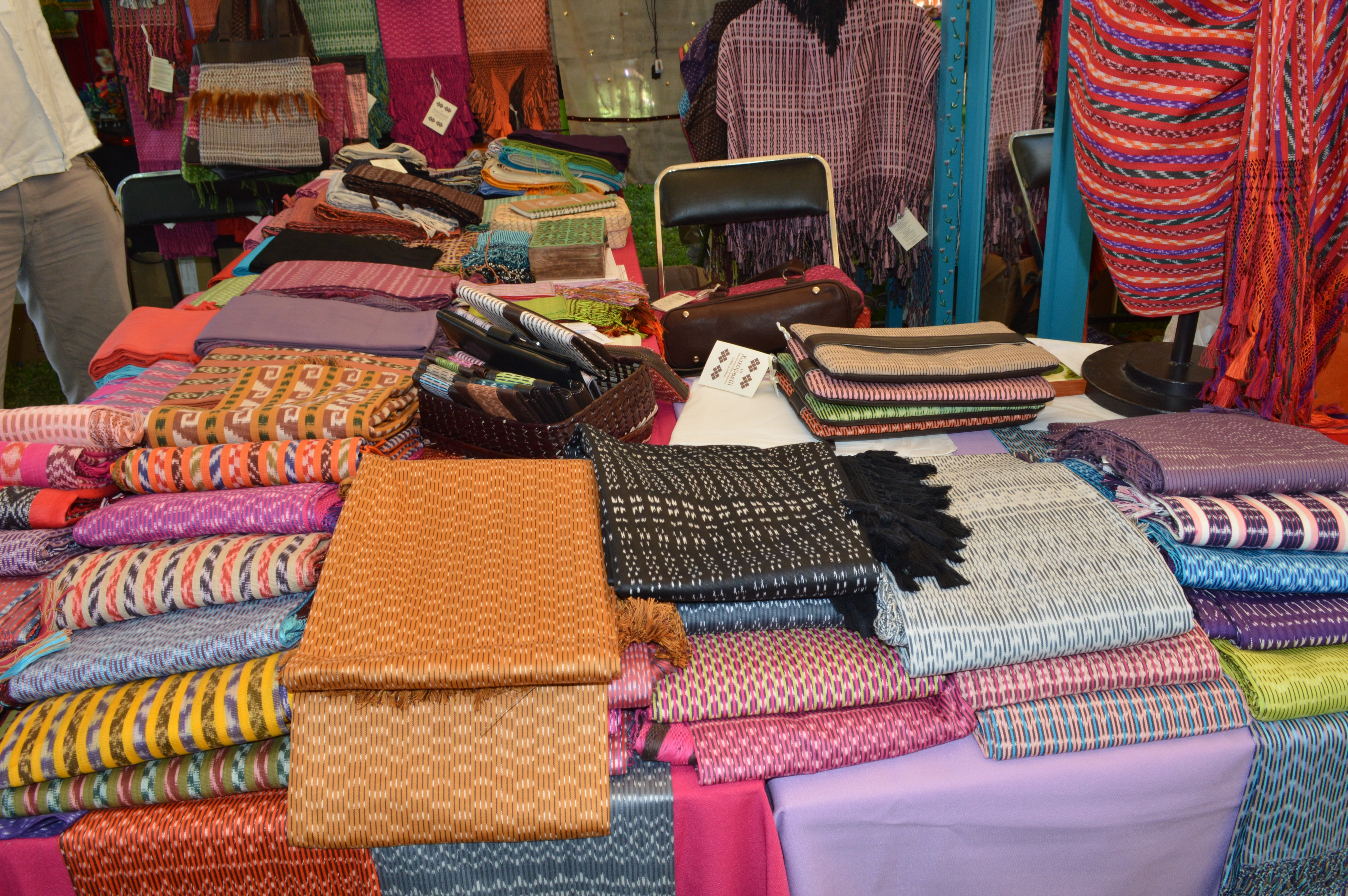
Rebozo Artesanía

La técnica de jaspe o ikat implica marcar la urdimbre con el diseño, cubrir o reservar las partes entre cada diseño, teñir la urdimbre, volver a estirarla y, con sumo cuidado, cortar el trozo anudado. Al final, se obtiene una sección teñida y otra que permanece en blanco, dando lugar a delicados diseños jaspeados.
Los rebozos de Tenancingo tienen varios nombres dependiendo de sus diseños y colores, encontramos lo llamados palomos que son azules con blanco; los listados son negros con rayas que pueden ser azules, cafés o rojos; los granizados suelen ser azules con puntos en blanco; los jamoncillos tienen colores amoratados o púrpuras; por último, tenemos los calandrios que se llaman así por los tonos ocre de los que están confeccionados.

## Batalla de Tenancingo

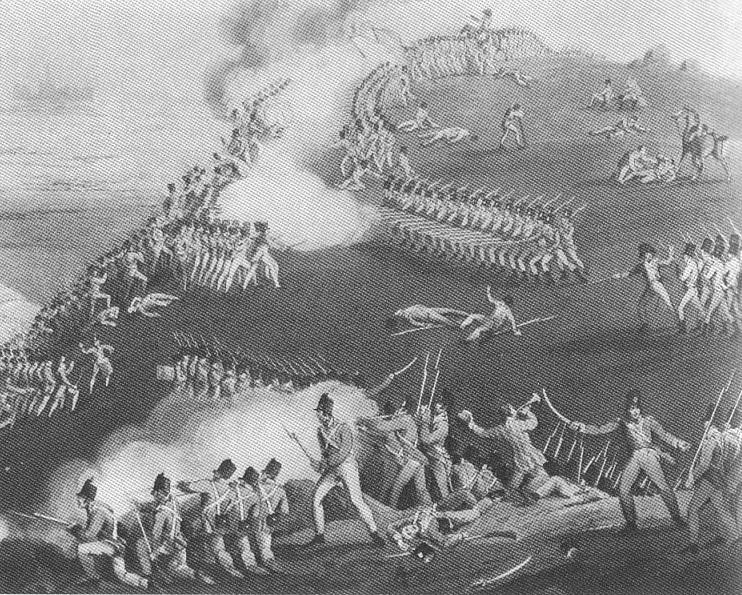
Batalla de Tenancingo (1812)

La batalla de Tenancingo fue una acción militar de la guerra de Independencia de México, efectuada el 22 de enero de 1812, en la actual localidad de Tenancingo de Degollado, Estado de México. Los insurgentes comandados por el general José María Morelos y Pavón lograron derrotar a las fuerzas realistas comandadas por el general Rosendo Porlier y Asteguieta muy cerca de las casas de la población.
Porlier había tomado la población, pero desde el sur el general Morelos llegó en auxilio de las poblaciones de Tenango y Zitácuaro. Porlier libró en aquel entonces la batalla de Tecualoya contra Hermenegildo Galeana, en la que salió victorioso. Las fuerzas realistas marcharon entonces con dirección a Tenancingo hasta que presentaron batalla con Morelos. Morelos logró realizar una buena ofensiva y salió victorioso en la contienda. A pesar de haber logrado ganar la batalla, Morelos no prosiguió su marcha a la capital pues después de la batalla de Zitácuaro la Suprema Junta Nacional Gubernativa se dio a la fuga.

## Economía
- Agricultura: maíz, trigo, cebada, avena, frijol, haba. Otro producto que se siembra y se cosecha en la región sureste de Tenancingo es una verdura, el chayote, típica en la gastronomía de la región. También se cultiva el aguacate y flores en invernaderos.
- Ganadería: aves de corral, porcina, bovina, ovina y equina
- Apicultura
- Comercio: principalmente ubicado en la cabecera municipal con grandes comercios, como tiendas, abarroterías, tianguistas, mercaderes, centros comerciales, restaurantes, hotelería y transportes.
- Floricultura: en este municipio se siembran muchas variedades de flores que se exportan a varios países como Holanda, Francia, Estados Unidos, Rusia por mencionar algunos. Las principales flores que se cultivan en Tenancingo son: rosas, claveles, crisantemos, agapandos, aster, lilás, orquídeas y alcatraces.

La población económicamente activa participa así: 
- sector primario, 23%
- sector secundario 25%
- sector terciario 49%.

## Demografía
| Localidad                                                              | Población      |
| Total Municipio                                                        | 61 Localidades |
| Tenancingo de Degollado                                                | 14, 038        |
| Santa Anna Ixtlahuatzingo                                              | 7,542          |
| San José el Cuartel (Aquí además esta el Cuartel de la unidad militar) | 4,982          |
| El Salitre                                                             | 5, 104         |
| La Trinidad                                                            | 4, 415         |
| San Juan Xochiaca                                                      | 3, 807         |
| San Miguel Tecomatlán                                                  | 3, 269         |
| San Martín Coapaxtongo                                                 | 3, 439         |
| La Ciénega                                                             | 4, 683         |
| Tepetzingo                                                             | 3, 120         |
| Colonia Emiliano Zapata (Ejido Tenancingo)                             | 3, 061         |
| San José Tenería (Tenería)                                             | 2, 855         |
| Colonia San Ramón                                                      | 2, 919         |
| San Gabriel Zepayautla                                                 | 2, 579         |
| San Simonito                                                           | 2, 196         |
| Acatzingo (Acatzingo de la Piedra)                                     | 2, 275         |
| Tepalcatepec                                                           | 2, 016         |
| Tepoxtepec                                                             | 1, 213         |
| San Nicolás                                                            | 2, 006         |
| Chalchihuapan                                                          | 1, 544         |
| Pueblo Nuevo                                                           | 1, 253         |
| Tierra Blanca                                                          | 1, 206         |
| Quetzalapa                                                             | 1, 222         |
| San Diego                                                              | 1, 314         |
| San Pedro Ejido Tecomatlán                                             | 1, 230         |
| El Carmen (El Desierto del Carmen)                                     | 1, 309         |
| Ejido de Tenería (El Llano)                                            | 1, 492         |
| Rinconada de Atotonilco                                                | 872            |
| Barrio Santa Teresa                                                    | 647            |
| La Compuerta                                                           | 1, 019         |
| Rinconada de Santa Teresa                                              | 551            |
| Otras 20 colonias con 500 a 1100 habitantes                            |                |
| Total de habitantes del municipio de Tenancingo                        | 97 891 hab.    |

De los 104, 677 habitantes del municipio, existen comunidades indígenas como los matlatzincas y los tlahuicas; también hay presencia de nahuas, mazahuas y mixtecos.

## Festividades

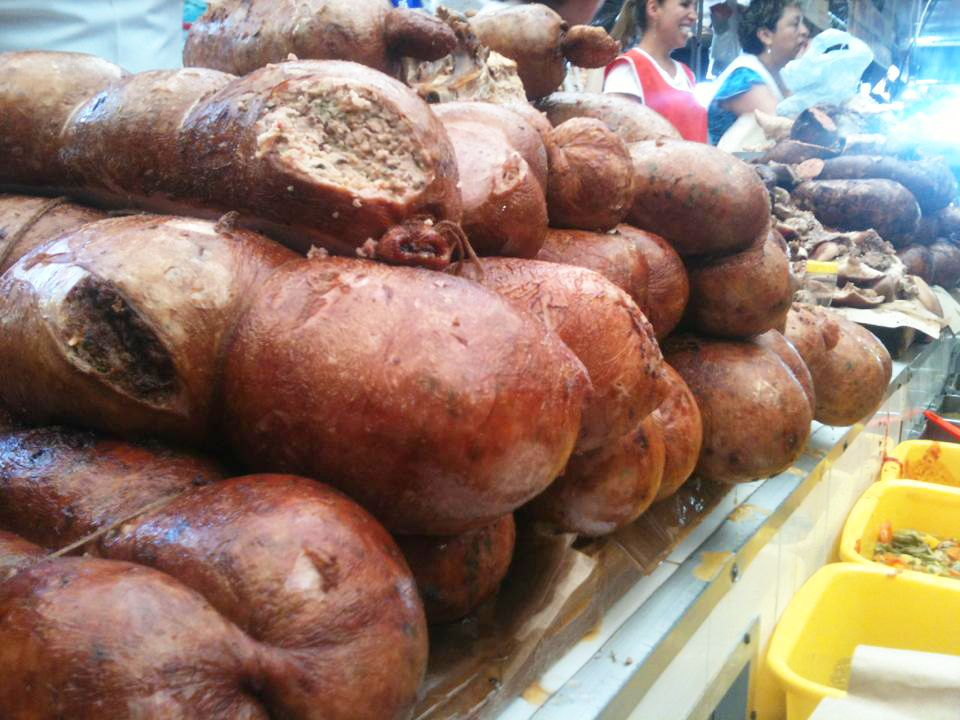
Feria del Obispo en Tenancingo

Las festividades de mayor importancia para la cabecera municipal son:
- La Feria del Obispo, un platillo típico, se celebra anualmente del 2 al 4 de agosto. Recibe la visita de miles personas del municipio y de otros aledaños como Toluca.
- La Feria del Rebozo, se celebra anualmente del 6 al 8 de septiembre, Tenancingo es la cuna del rebozo. Una de las ferias más importantes, se trata de un producto artesanal y desde hace cientos de años se elabora.
- La Feria de Pan de Teco, se celebra cada 8 de marzo desde el año 2019
- La Feria del Jarro. Es uno de los eventos más coloridos y llamativos del municipio.

Se realiza anualmente, inicia cada miércoles de ceniza y tiene una duración de 8 días, aunque en ocasiones se prolonga más días, en ella se exhiben artesanías de barro, cerámica y porcelana.                                           Este evento reúne a artesanos del municipio y de otros aledaños, así como de diversos estados de la república.
Una tradición durante esta feria es obsequiar un jarro a un amigo, pareja sentimental o a un ser querido.
Es también tradición grabar en el jarro el nombre de la persona a la que se le obsequiará el jarro.
Un dicho que nació con esta feria es:
"¿Y mi jarro?           
El que lo pide lo da y si no codo será"
- El 8 de diciembre dedicado a la Inmaculada concepción en la Santa Iglesia Catedral. Es la principal feria municipal, se realiza en el centro de Tenancingo, en el Jardín Morelos y las calles continuas a la presidencia municipal
- Los desfiles de la primavera y del 20 de noviembre, a los que acuden y participan decenas de miles de personas del y fuera del municipio.
- El 4 de octubre, dedicado a San Francisco de Asís en la parroquia de la misma advocación. Además de estas, sobresalen las celebraciones realizadas en cada uno de los barrios que integran la cabecera municipal, así como de las comunidades aledañas destacando
- San Miguel Tecomatlán, el 29 de septiembre
- Santa Ana Ixtlahuatzingo, el 27 de julio
- Barrio La Campana, el 3 de mayo.
- La comunidad de Tepalcatepec, el 15 de agosto, solo por mencionar las principales.

## Atractivos Turísticos
Entre los principales atractivos turísticos están: la zona arqueológica de La Malinche, una región aún no completamente explorada que alberga murales, esculturas y deidades talladas en piedra; el Parque Hermenegildo Galeana, donde los bosques serenos resguardan una antigua hacienda y manantiales de aguas cristalinas. Otra emocionante aventura es descubrir el Salto de Santana entre la maleza de un paisaje abrupto.
La joya colonial, conocida como el antiguo Convento Desierto del Carmen, es un monasterio habitado por seis frailes Carmelitas Descalzos que optan por el aislamiento del mundo terrenal. 
Desde el Monumento de Cristo Rey se aprecian los invernaderos de Tenancingo y Villa Guerrero. En el centro de Tenancingo, toma lugar el tianguis que se realiza los días jueves y domingos, donde la destreza local se refleja en diversas artesanías, destacando los rebozos, símbolo nacional.  Se ubica en la cabecera municipal el mercado Xochiquétzal, especializado en flores, con comercio nacional e internacional, un atractivo más es la exquisita gastronomía, incluyendo el platillo local conocido como Obispo. También se realizan viajes en globo aerostático en el municipio, tal como lo hicieron los pioneros en los siglos XVIII y XIX.

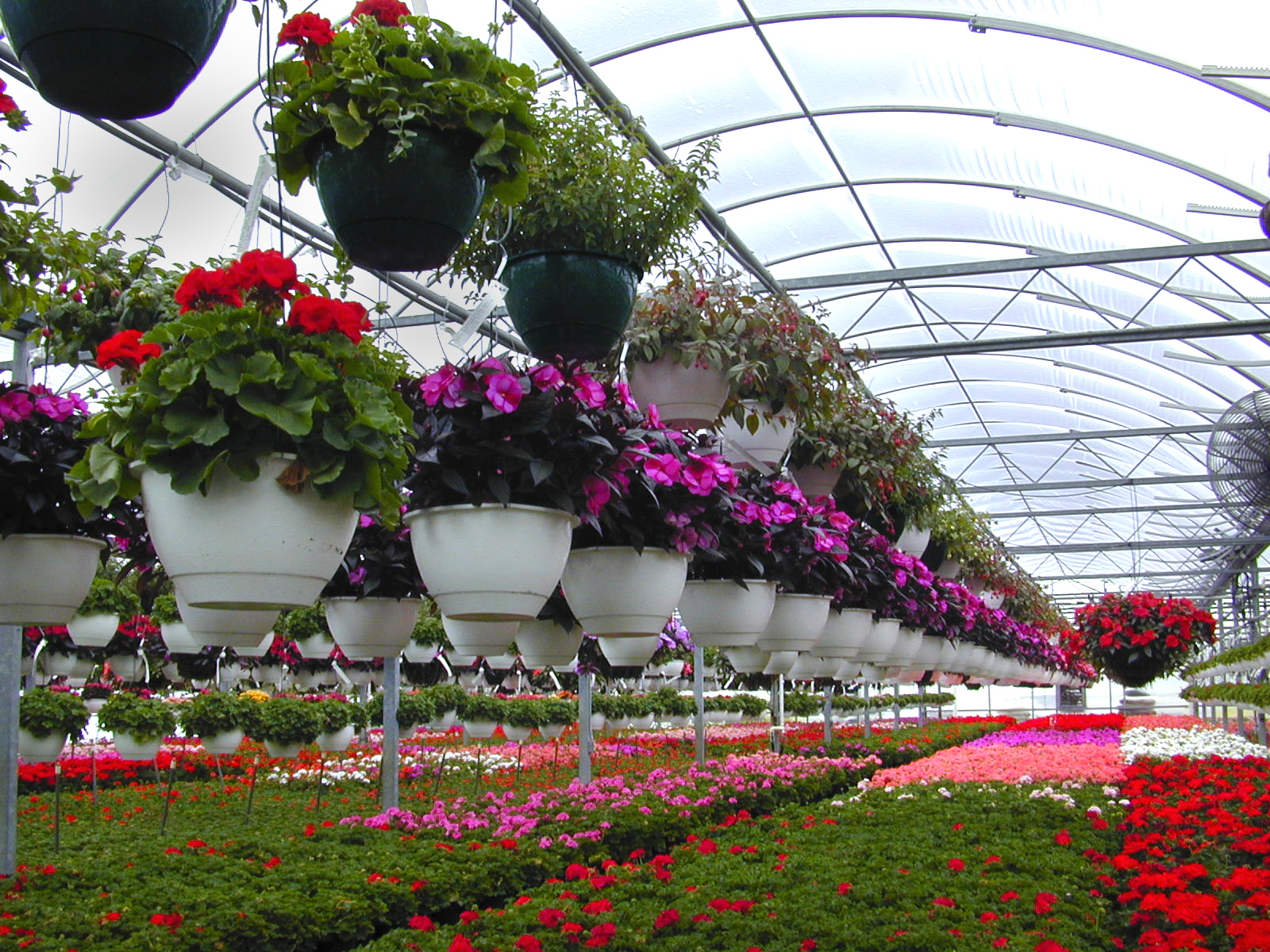
Floricultura de Tenancingo

### Invernaderos
En Tenancingo, la fértil tierra y la abundancia de agua han impulsado el desarrollo de la floricultura. Numerosos invernaderos y ranchos ofrecen la oportunidad de apreciar y adquirir selectas flores, como rosas, tulipanes, crisantemos, gladiolas, gerberas y claveles, entre otras, que son exportadas al extranjero. Un deleite para la vista.

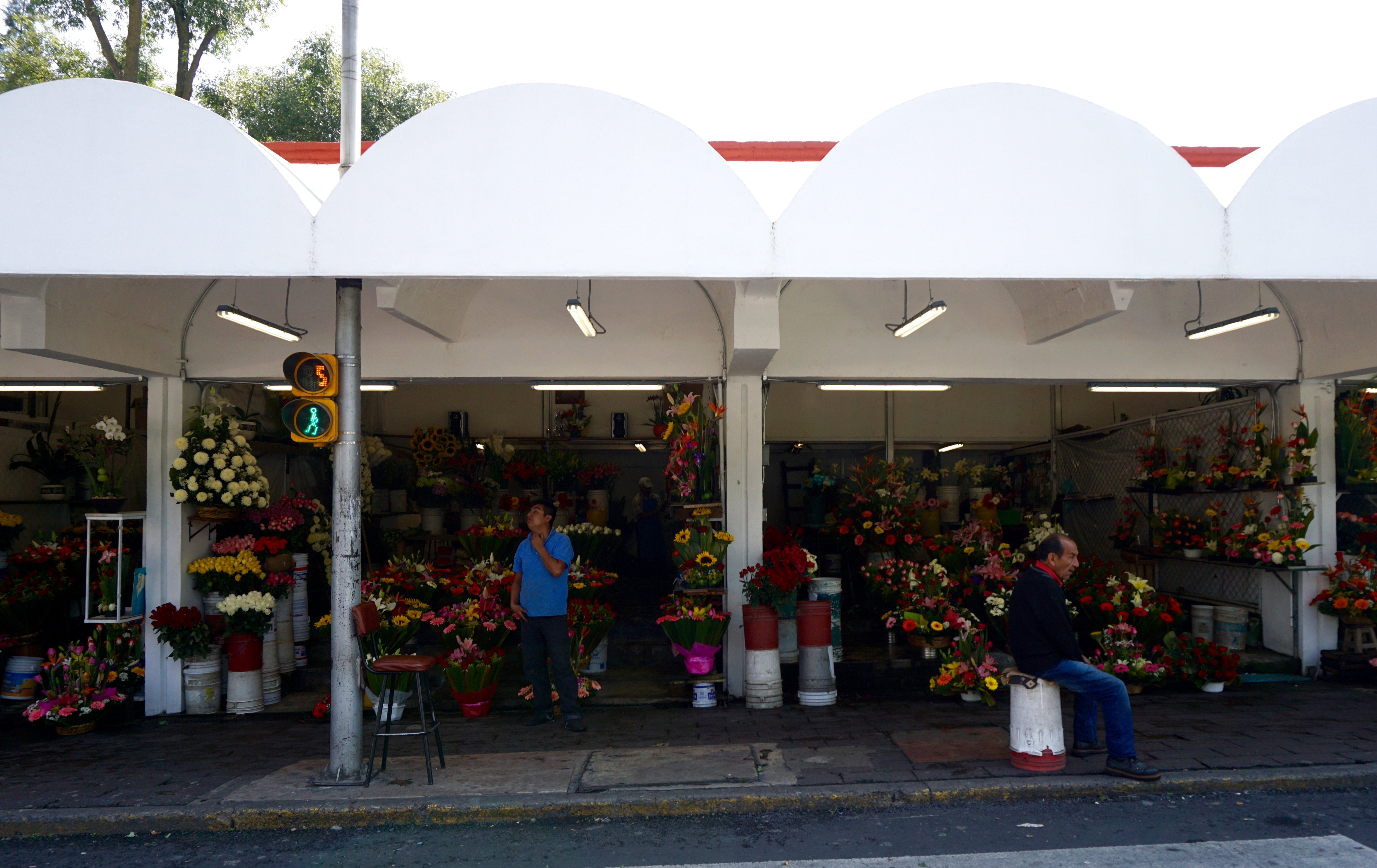
Mercado las Flores

### Mercado de Flores
El municipio, junto con los floricultores, ha construido un mercado especializado donde la producción local y regional de flores de los invernaderos se exhibe. Los visitantes no solo pueden admirar, sino también llevarse a casa los vibrantes colores de Tenancingo en forma de ramos o docenas de selectas flores.

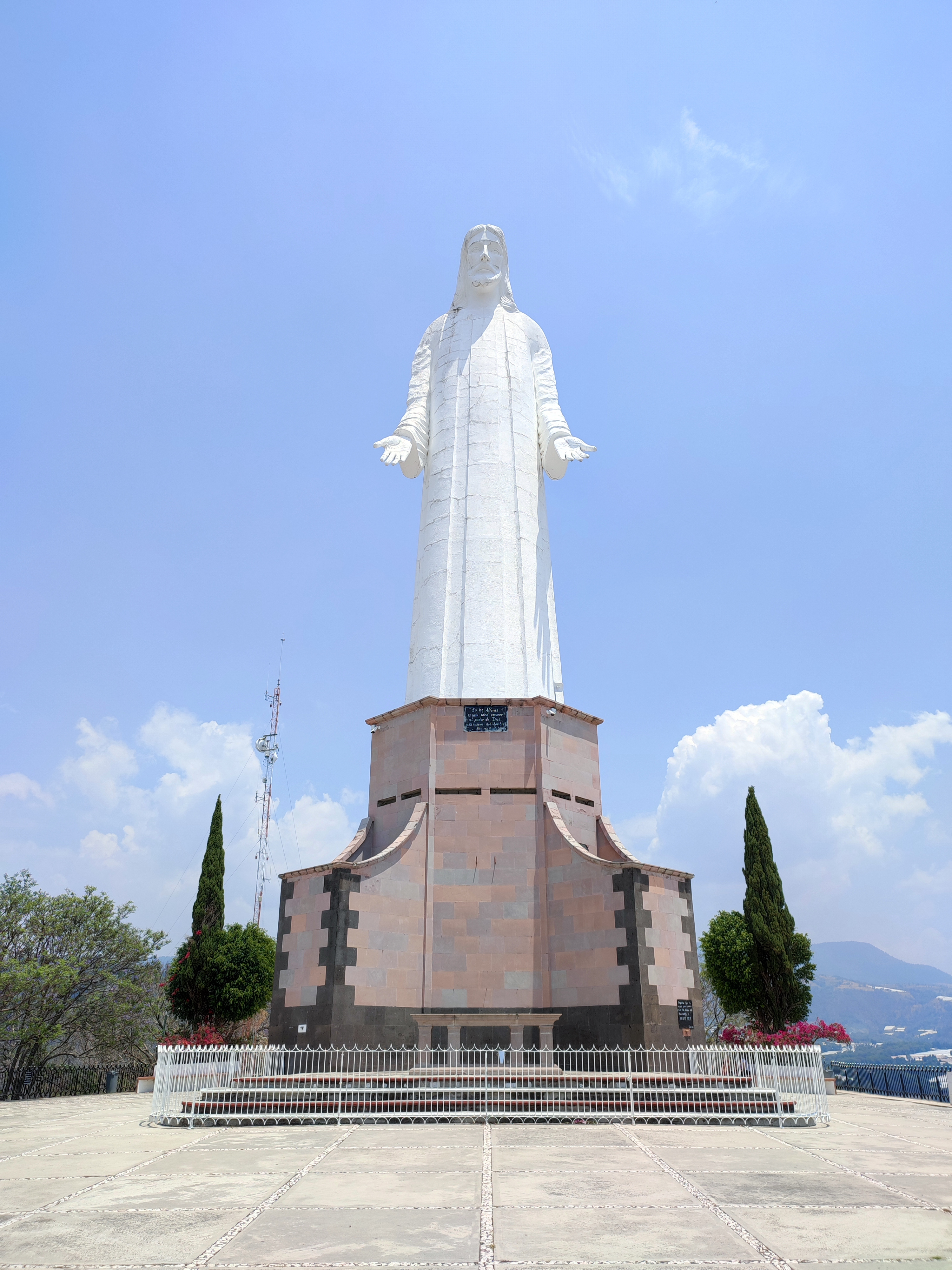
Monumento a Cristo Rey

### Monumento a Cristo Rey
Para visitar este monumento, es necesario ascender al cerro desde la iglesia del Calvario, ya sea a pie, a través de 1,195 peldaños, o en vehículo. En la cima, se encuentra una escultura de Cristo Rey con 30 metros de altura y una base de 21 por 9 metros. Diseñada por el arquitecto Héctor Morett, fue inaugurada en 1985, ofreciendo una vista panorámica del valle de Tenancingo.

### Parque Nacional Desierto del Carmen

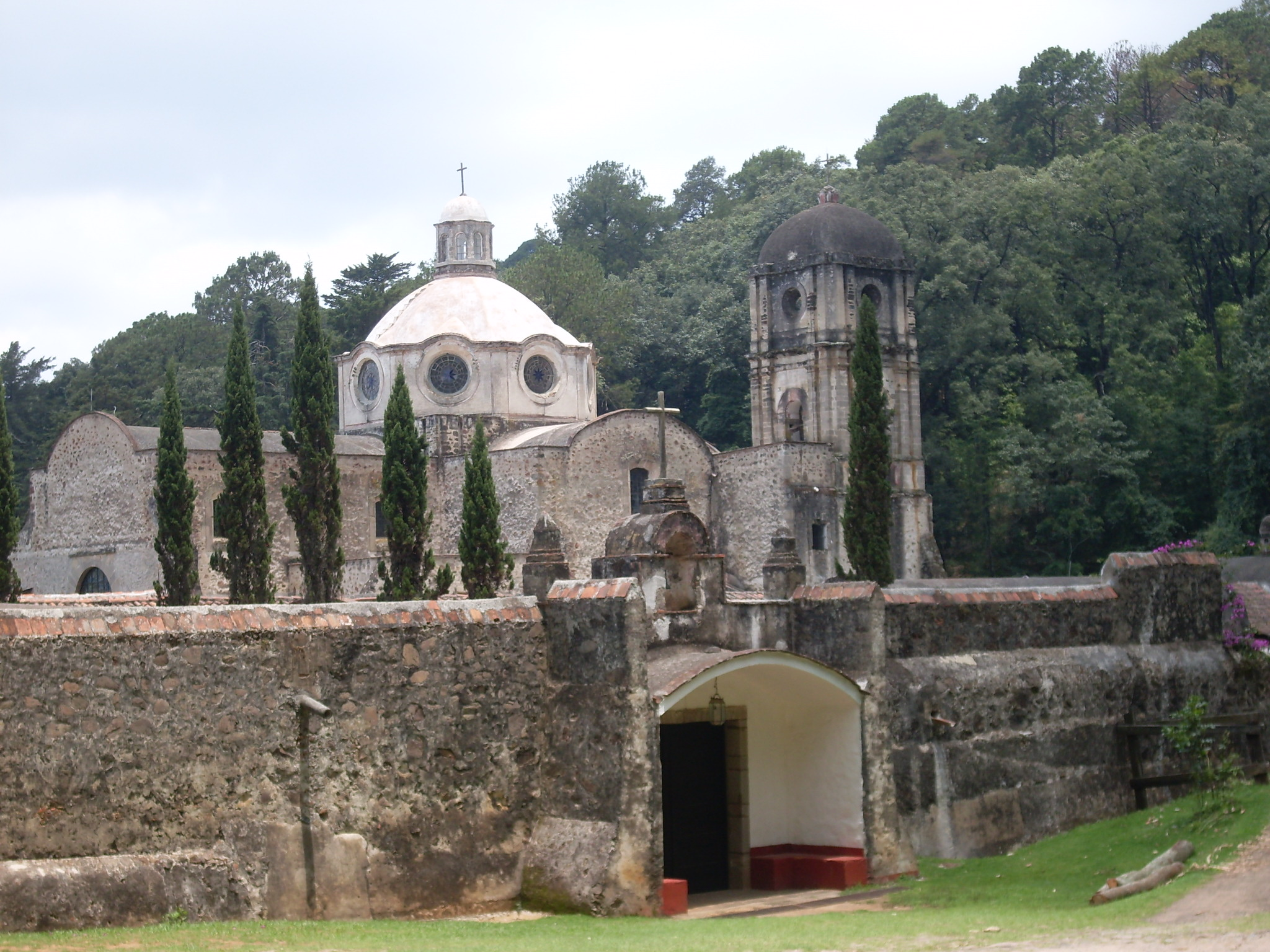
Santo Desierto del Carmen, Tenancingo, Edo. de México

Ubicado a 12 kilómetros al sureste de Tenancingo, este parque presenta una joya de estilo neoclásico construida por la orden de los Carmelitas Descalzos en el siglo XVIII. Los monasterios de este tipo, llamados "desiertos", tenían como objetivo aislar a los frailes del mundo, de ahí su nombre Desierto del Carmen. Con 529 hectáreas de frondosos bosques, el parque cuenta con miradores naturales como el Balcón de Tenancingo, el Balcón del Diablo y el Balcón de San Miguel, que ofrecen vistas de los valles de Malinalco y Tenancingo. El parque proporciona servicios de vigilancia, áreas para el ciclismo, oferta de comida típica, sanitarios, tienda y estacionamiento.

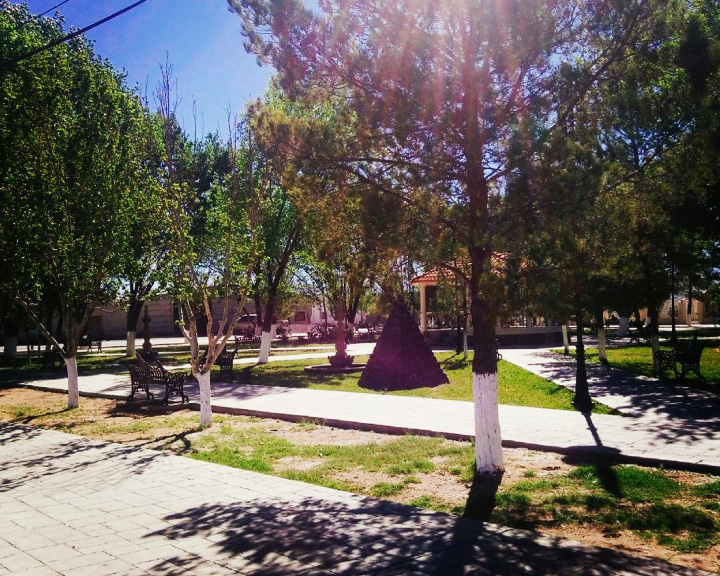
Parque Hermenegildo Galeana

### Parque Hermenegildo Galeana
Considerado uno de los parques más hermosos del estado, el Parque Hermenegildo Galeana cuenta con apacibles bosques donde los visitantes pueden conectarse con la naturaleza, realizar campamentos, caminatas o comidas campestres bajo las palapas rústicas. También ofrece la oportunidad de pasear a caballo y explorar la antigua Hacienda Monte de Pozo, así como disfrutar de manantiales de aguas cristalinas. Con 343 hectáreas de bosques, el parque dispone de instalaciones y servicios que incluyen juegos infantiles, sanitarios y vigilancia.

### Salto de Santana
Cercano a la comunidad de Santa Ana de Ixtlahuatzingo se encuentra el hermoso Salto de Santana. Para llegar, es necesario caminar entre 40 y 50 minutos a través de la espesa maleza, entre árboles frutales y campos de cultivo. La recompensa es una cristalina caída de agua de aproximadamente 30 metros. No hay servicios disponibles en el lugar.

### Feria del Rebozo
Este evento se celebra un fin de semana antes del 15 de septiembre e incluye una pasarela que exhibe la amplia diversidad de diseños creados por los artesanos locales. La artesanía de estas prendas se transmite de generación en generación, y en la feria, los visitantes pueden apreciar cómo los artesanos trabajan en los telares de cintura, una tradición que se remonta a la época colonial.

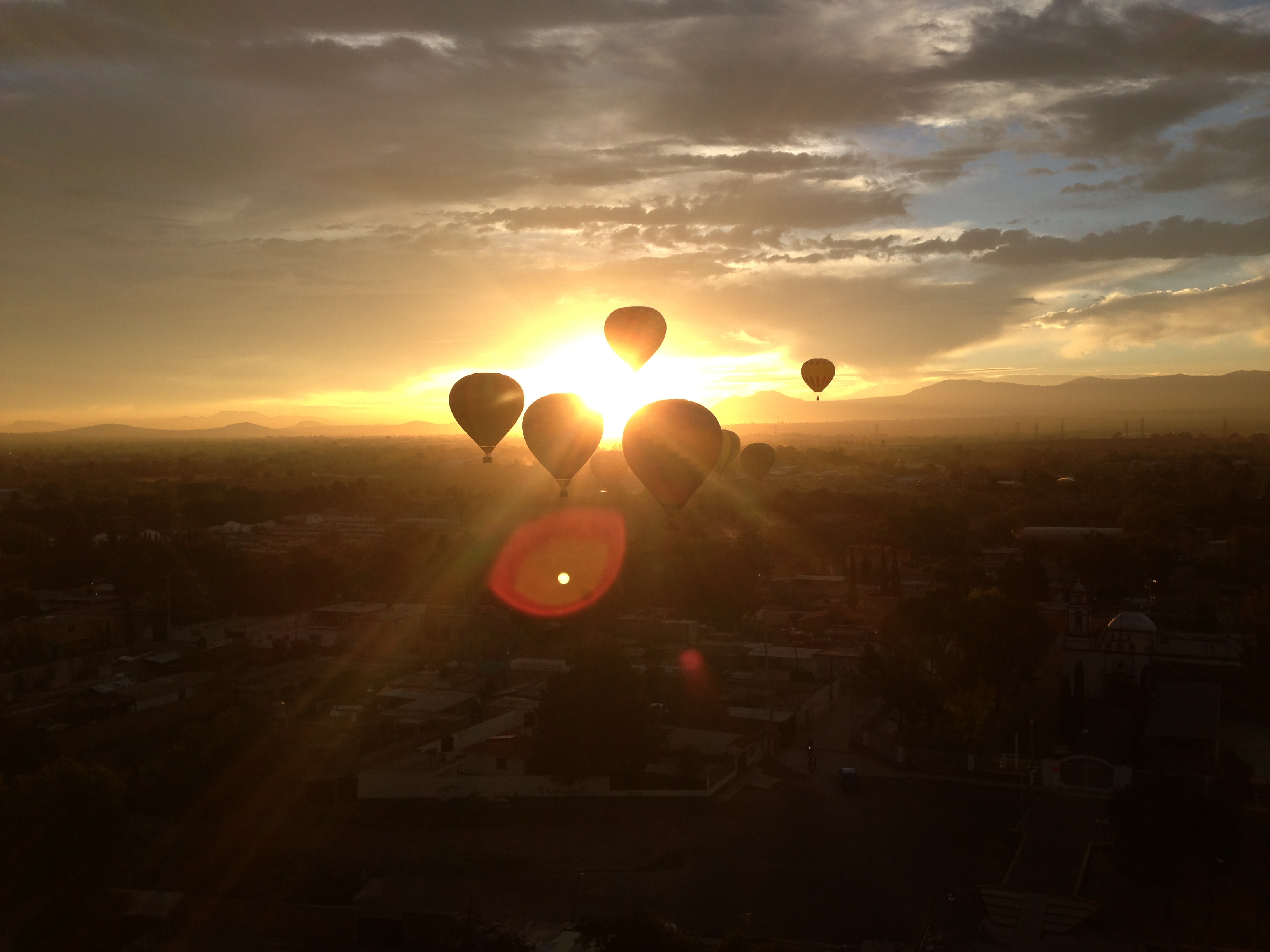
Viajes en globo

### Viajes en Globo
Para aquellos en busca de una aventura al estilo de los pioneros ingleses de 1783, se ofrece la oportunidad de realizar un viaje en globo aerostático con una duración de 45 minutos. La temporada para disfrutar de esta experiencia abarca de abril a enero, con un cupo disponible para 3 a 6 personas, además del piloto.

## Personajes Ilustres
- Petronilo Monroy Briseño.

Puso en alto el nombre de Tenancingo en la Academia de San Carlos con sus pinturas, falleció el 21 de julio de 1882. El auditorio municipal "Petronilo Monroy" lleva su nombre a su honor.
- Leopoldo Flores

Nació en San Simonito Tenancingo el 25 de enero de 1934.
Estudió en la Escuela Nacional de Pintura, Escultura y Grabado “La Esmeralda”.
Entre sus obras más importantes:
- El hombre contemporáneo (Toluca, Hotel Plaza Morelos, 1971)
- Aratmósfera (Cerro de Coatepec, 1974)
- Cosmovitral (Toluca, 1980)
- El hombre contemplando al hombre (Toluca, Palacio del Podere Legislativo, 1972-1983)
- Alianza de las culturas (Toluca, Alianza Francesa, 1985);
- El hombre universal (Centro de Investigación en Ciencias Sociales y Humanidades de la UAEM, 1989)
- En búsqueda de la Justicia (Procuraduría General de Justicia, 1991-1992)
- Tocando el sol (Edificio central de Rectoría de la UAEM, 1995, escultura)
- De qué color es el principio (El Colegio Mexiquense, 2001-2002)
- Catedral de la Justicia (Escuela Judicial del Estado de México, 2004)
- Los Elementos (Toluca, UAEMéx, 2013-2017)

Además, el Museo Universitario de la UAEMéx lleva su nombre.
- José Manuel "Grillo" Cruzalta.

Futbolista profesional en la primera división mexicana, ahora Liga MX, de 2001 a 2013. Su carrera inicio en 2001 con el Deportivo Toluca FC, donde obtuvo 4 títulos de liga de primera división. En 2010 es transferido a Monarcas morelia de la primera división. Jugaría también con correcaminos de la UAT un semestre. En 2012 regresa al Deportivo Toluca. En 2013 se retiró mientras jugaba para Lobos BUAP. El estadio municipal con capacidad para 15 000 espectadores "José Manuel el grillo Cruzalta" lleva su nombre a su honor.
- Evaristo Borboa Casas                                                                Artesano tenancinguense del rebozo que durante más de 75 años se ha dedicado a tejer rebozos con el telar de cintura. Ha recibido premios nacionales e internacionales. Sus trabajos han sido presentados en exposiciones y premiaciones en   Estados Unidos, Inglaterra y Francia.
- Lic. Guillermo Ordorica Manjarrez.

Miembro del Congreso Constituyente de 1917, falleció el 15 de mayo de 1944.
- Bonifacio Bernal López.

Nació el 5 de junio de 1900. Director de la Banda de música "Santa Cecilia", que ocupó el segundo lugar a nivel Estado de México en el concurso de Bandas en el año de 1939.
- Filiberto Valero Rosales

Nació en 1887 y murió en 1957. Fue cónsul en Dallas Texas y en Cardiff Inglaterra.
- Jesús Solache Araujo.

Ayudó a su padre Joaquín Solache y Monroy a esculpir la primera estatua a nivel nacional erigida a Miguel Hidalgo y Costilla.
- Boticario Mateo Castañeda Salgado.

Benefactor de los campesinos, falleció el 3 de agosto de 1984.
- Jesús Hernández Espinoza.

Nació el 24 de abril de 1938. Se le debe el mérito de la construcción del monumento a Cristo Rey, ubicado en el cerro de las Tres Marías de Tenancingo.
- José María de Jesús Ríos.

Instituyó en Tenancingo la Escuela Lancasteriana a finales del siglo XIX.
- José María Monroy Briseño.

Pintó los lienzos de la Pasión de Cristo en 1854 que se encuentran en la Basílica de San Clemente de Tenancingo.

## Política y gobierno
| Alcalde                          | Periodo   |
| -------------------------------- | --------- |
| Gabriel Gallegos García          | 2006-2009 |
| Tanya Rellstab Carreto           | 2009-2012 |
| Antonio Sánchez Castañeda        | 2013-2015 |
| Roberto Espiridion Sánchez Pompa | 2016-2018 |
| Gabriel Gallegos García          | 2019-2021 |
| Héctor Gordillo Sánchez          | 2022-2024 |
| Nancy Nápoles Pacheco            | 2025-2027 |